# Commonwealth Trans-Antarctic Expedition

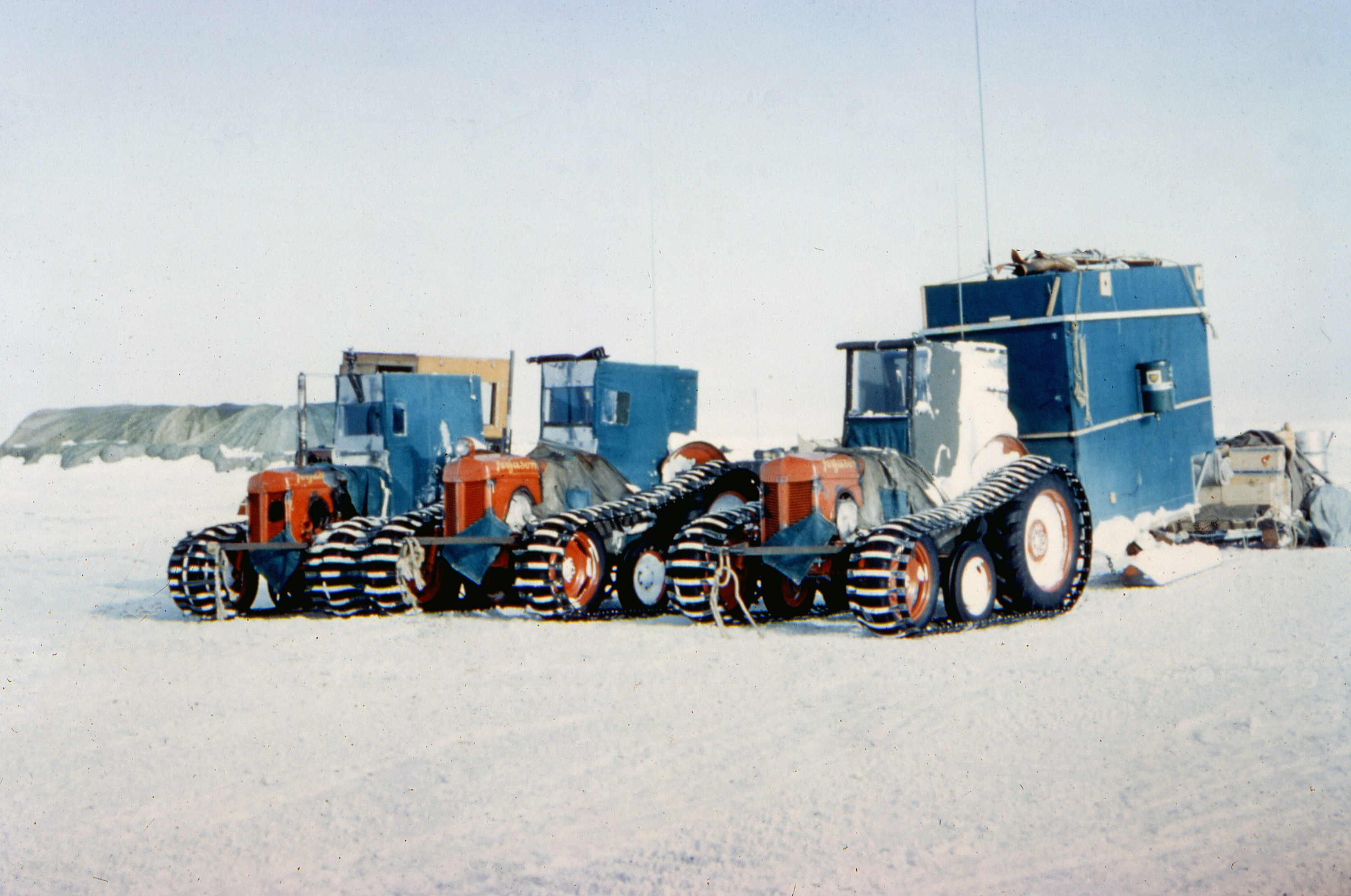
Pistenfahrzeuge Ferguson TE20

Die Commonwealth Trans-Antarctic Expedition (CTAE) von 1955 bis 1958 war eine vom Commonwealth finanzierte Expedition, die erfolgreich die erste Durchquerung der Antarktis über den Südpol durchführte. Die Regierungen des Vereinigten Königreichs, Neuseelands, Australiens und Südafrikas bestritten die Kosten mit Hilfe von Spenden unter der Schirmherrschaft Elisabeths II. Die Leitung der Expedition übernahm der britische Entdecker Vivian Fuchs; der Neuseeländer Sir Edmund Hillary führte ein Team zur Unterstützung mit Vorräten. Unter den Mitgliedern der Teams waren auch Wissenschaftler, die im Zuge des Internationalen Geophysikalischen Jahres forschten. Das wissenschaftliche Ziel der Expedition bestand darin, herauszufinden, welche Mächtigkeit der antarktische Eisschild entlang der Trasse hat und ob der felsige Untergrund unterhalb oder oberhalb des Meeresspiegels liegt. Es zeigte sich, dass der felsige Untergrund zwischen der Antarktischen Halbinsel und Ostantarktika weitgehend unterhalb des Meeresspiegels liegt, dass sich dort ohne Eis eine Meeresstraße befinden würde.

## Vorbereitungen

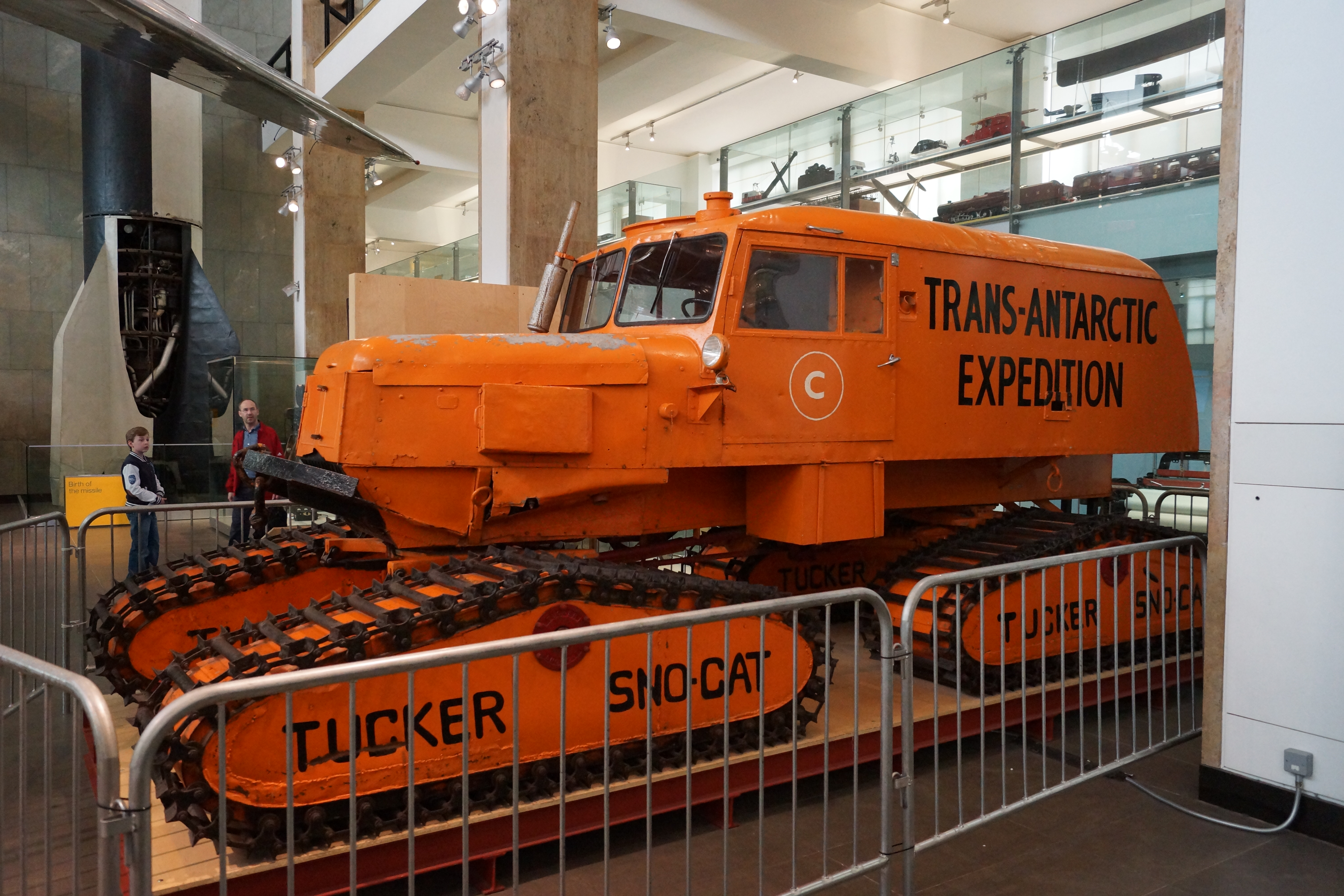
Pistenfahrzeug Tucker Sno-Cat im National Science Museum in London

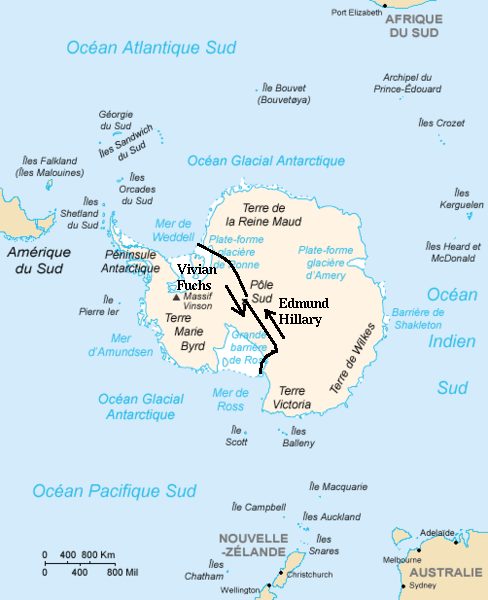
Routen der Expeditionsgruppen

Die Vorbereitungen begannen 1955 in London. Im südlichen Sommer von 1955/56 fuhr Fuchs mit einem ersten Team von London in die Antarktis, wobei er das kanadische Robbenjagdschiff Theron benutzte. Der Zweck des Vorstoßes war die Einrichtung der Basis „Shackleton Base“ an der Vahsel-Bucht an der Weddell-See, wo die Transantarktische Expedition beginnen würde. Die Theron wurde jedoch wie ihre Vorgänger, die Endurance bei der Endurance-Expedition und die Deutschland bei Wilhelm Filchners Zweiter Deutscher Antarktisexpedition von 1911 vom Eis eingeschlossen. Glücklicherweise konnte sie sich trotz beträchtlichem Schaden mit der Hilfe des Auster-Schwimmerflugzeugs selbst befreien, das ihr den Weg aus dem Packeis wies. Anfang 1956 kehrte Fuchs zurück nach London und ließ acht Mann zur Überwinterung zurück. Der bei der ersten Fahrt anwesende britische Kameramann Derek Williams schuf aus dem entstandenen Filmmaterial 1957 den Kurzdokumentarfilm Foothold on Antarctica, der unter anderem die Schwierigkeiten der Mannschaft bei der Befreiung aus dem Packeis zeigt.
Die acht Männer unter Kenneth Blaiklock wurden nur durch Zelte und einen Verschlag geschützt. Die meisten Güter wurden auf dem Eis zurückgelassen, etwa 3 Kilometer von dem geplanten Standort der Basis. Die erste Aufgabe war es, all diese Waren von der Bucht ins Lager zu bringen und für permanenten Schutz im nächsten Winter zu sorgen. Sobald ein Minimum an Lebensmitteln und etwas Brennstoff (Paraffin) eingelagert und die Hunde sicher angebunden waren, begannen die Männer mit dem Bau ihrer Hütte. Dies erwies sich als weit schwieriger als vermutet; nicht nur waren die acht Mann zu wenig, um die schweren Aufgaben mit angemessenem Einsatz auszuführen, auch das Wetter war deutlich kälter und windiger als erwartet. Als das Skelett der Hütte errichtet war, wurde entschieden, die Kisten mit den Wand- und Dachplatten rund um den Bauplatz aufzustellen. Dann kam jedoch ein Schneesturm auf, der länger als eine Woche andauerte, wobei die Temperatur bis auf −20 °C fiel und das Schneetreiben um die Basis jegliche Außenarbeit unmöglich machte. Die Männer suchten in ihrem Verschlag Schutz und schliefen in ihren Zelten, die ständig Gefahr liefen, vom angewehten Schnee zugedeckt zu werden. Als sich der Wind endlich legte, hatte sich die Szene bis zur Unkenntlichkeit verändert. Die riesigen Kisten mit den Wandpanelen waren alle unter metertiefen Schneewehen verschwunden; die unfertige Hütte selbst war voll mit Schnee. Weit schlimmer war jedoch, dass die Männer nur noch Wasser fanden, als sie nach den verbleibenden Waren auf dem Packeis suchten. Das Eis war abgebrochen und hatte sämtliche Güter mit sich genommen. Man hatte viele Vorräte an Lebensmitteln und Brennstoff verloren, außerdem mehrere Hütten und eine Zugmaschine.
Nach diesem herben Rückschlag mussten die Männer hart arbeiten und versuchen, an die eingeschneiten Kisten zu gelangen, was durch Schneetunnel erreicht wurde; zufälligerweise erwiesen sich die Tunnel als nützlich, um die Hunde vor den strengen Bedingungen zu schützen.
Die Gruppe überlebte mit einigen Schwierigkeiten; tagsüber lebten die acht Mitglieder im Traktorschuppen, nachts schliefen sie in ihren Zweierzelten. Die Wintertemperaturen fielen oft deutlich unter −30 °C. Die „Shackleton Base“ erwies sich als äußerst windiger Platz, was Außenarbeiten sehr unangenehm werden ließ, die im Schnee liegenden Waren der Gefahr aussetzte, eingeschneit zu werden und ein ständiges Risiko verursachte, sich zu verirren.
Trotz allen Schwierigkeiten überlebten die acht den Winter in verhältnismäßig guter Gesundheit und bauten schließlich auch die Hütte fertig. Lediglich ein Dachpanel konnte im Schnee nicht mehr gefunden werden.
Es gelang ihnen auch, einige Fahrten zu machen, um Robbenfleisch für die Hunde zu bekommen und um die Route nach Süden zu erforschen. Sie nutzten Hunde und eine Weasel-Zugmaschine, während das Snocat-Kettenfahrzeug niemals richtig funktionierte – anscheinend hatte jemand eine Mutter in einen der zwölf Zylinder fallen lassen.

## Expedition
Im Dezember 1956 kehrte Fuchs mit dem dänischen Schiff Magga Dan und zusätzlichen Vorräten zurück, und der südliche Sommer von 1956/57 wurde damit verbracht, die „Shackleton Base“ auszubauen und eine kleinere Basis etwa 480 Kilometer im südlichen Inland zu errichten.
Nachdem auch der Winter 1957 in der „Shackleton Base“ verbracht worden war, brach Fuchs im November 1957 schließlich zur eigentlichen Expedition auf. Ein Zwölf-Mann-Team würde mit speziell angepassten Zugmaschinen und Raupenfahrzeugen reisen. Auf der Reise war das Team mit wissenschaftlicher Forschung beschäftigt, darunter seismische und gravimetrische Messungen. So wurden alle 30 km bis 50 km Sprengungen gezündet, um aus dem Echo Informationen über den Untergrund zu ermitteln.
Währenddessen hatte Hillarys Team am anderen Ende des Kontinents beim McMurdo-Sund am Rossmeer die Scott Base eingerichtet, die Fuchs’ Endziel sein würde. Die Männer benutzten modifizierte Ferguson-TE20-Traktoren und waren verantwortlich für die Planung der Route und die Anlage einer Reihe von Depots entlang des Skelton-Gletschers und über das Polarplateau in Richtung des Südpols. Sie sollten Fuchs auf dem letzten Teil seiner Reise unterstützen. Weitere Mitglieder der Unterstützungsgruppe führten im Gebiet ums Rossmeer und in Victorialand geologische Forschungen durch.
Es war ursprünglich nicht geplant, dass Hillary zum Südpol reisen würde, doch als er die Depotanlage beendet hatte, sah er die Gelegenheit, den Briten zuvorzukommen und fuhr weiter nach Süden, bis er am 3. Januar 1958 den Südpol erreichte, wo die US-amerikanische Amundsen-Scott-Südpolstation kurz zuvor aus der Luft eingerichtet worden war. Hillarys Gruppe war erst die dritte (nach Roald Amundsen 1911 und Robert Scott 1912), die den Pol über Land erreichte. Außerdem wurde er zu diesem Zeitpunkt erstmals von Landfahrzeugen erreicht.
Fuchs erreichte den Südpol am 19. Januar 1958 von der anderen Seite her und traf Hillary. Fuchs fuhr über Land weiter, wobei er der von Hillary angelegten Depotlinie folgte, während Hillarys Männer in einem US-Flugzeug zur Scott Base zurückflogen und Fuchs später auf einem Teil der Rückreise wieder begleiteten. Die Gruppe kam am 2. März 1958 in der Scott Base an, nachdem sie die historische Durchquerung der Antarktis über 3473 km zuvor unerforschten Schnees und Eises in 99 Tagen vollendet hatten. Einige Tage später verließen die Expeditionsmitglieder die Antarktis auf dem neuseeländischen Marineschiff Endeavour in Richtung Neuseeland.
Obwohl große Mengen von Vorräten über Land geschleppt wurden, wurden beide Gruppen auch durch leichte Flugzeuge unterstützt und nutzten häufig Luftaufklärung für die Routenplanung und die Depotanlage. Weitere logistische Unterstützung wurde durch US-Personal gewährt. Beide Gruppen hatten auch Hundeteams bei sich, die für Trips im Zuge der Feldarbeit und als Rückendeckung im Fall eines Versagens der mechanischen Transportmittel genutzt wurden. Im Dezember 1957 flogen vier Expeditionsmitglieder eines der Flugzeuge – eine de Havilland Otter – auf einem elfstündigen, 2300 Kilometer weit führenden Nonstop-Transpolarflug von der „Shackleton Base“ über den Pol zur Scott Base.
Fuchs wurde später für seinen Erfolg zum Ritter geschlagen. Die nächste Durchquerung der Antarktis sollte erst 1981 erfolgen.

## Dokumentation
George Lowe drehte mit Quer durch die Antarktis einen Dokumentarfilm während der Expedition. Der Film wurde 1959 für den Oscar nominiert.
Stuart Heydinger hielt das Aufeinandertreffen von Fuchs und Hillary fotografisch für die Times fest